# Жёлтый (фильм)
«Жёлтый» (англ. Yellow) ― американская драма 2012 года режиссёра Ника Кассаветиса.
Премьера фильма состоялась на Международном кинофестивале в Торонто в 2012 году, а ограниченный прокат в Соединенных Штатах состоялся 29 августа 2014 года.

## Сюжет
Мэри Холмс ― учительница начальной школы, живущая в мире галлюцинаций и потребляющая двадцать таблеток викодина в день. Однажды её увольняют с работы после того, как её поймали за сексом с одним из родителей в День учителя. Она покидает Лос-Анджелес и возвращается в свою родную Оклахому. Она пытается справиться с многочисленными семейными травмами, включая прошлые кровосмесительные отношения со своим сводным братом.

## В ролях
- Хезер Уолкист ― Мэри Холмс
- Райли Кио ― Аманда в юности
- Сиенна Миллер ― Ксанна
- Дэвид Морс ― психолог
- Рэй Лиотта ― Афай
- Мелани Гриффит ― Петси
- Люси Панч ― Аманда
- Макс Тириот ― Ноуэлл юности
- Элизабет Дэйли ― Тетя Нетти
- Дэйви Чейз ― Мери в юности
- Джина Роулендс ― Мими
- Кассандра Джин ― Бекки

## Производство
80 процентов фильма было снято в Оклахоме. Места съёмок включали Университет Оклахома-Сити и среднюю школу Джона Маршалла в Оклахома-Сити, а также продуктовый магазин в Шони. Остальная часть съемок проходила в Лос-Анджелесе.

## Выход
Премьера фильма состоялась на Международном кинофестивале в Торонто 8 сентября 2012 года.
Фильм получил ограниченный прокат в Соединенных Штатах от продюсерской компании Medient Studios 29 августа 2014 года.
Фильм был удостоен награды «Лучший фильм» на кинофестивале Каталина 22 сентября 2013 года.